# 希尔斯代尔
希尔斯代尔（英語：Hillsdale）是位于美国纽约州哥伦比亚县的一个镇，地处哥伦比亚县东部，建于1788年。2010年美国人口普查时，该镇有1927人。由于此地邻近两个滑雪场地以及哈德逊与马萨诸塞州大巴灵顿，这里成为了纽约市人购买第二套住房的热门地点。